# Saskia Hippe
Saskia Hippe est une joueuse allemande de volley-ball née le 16 janvier 1991 à Berlin. Elle mesure 1,86 m et joue au poste d'attaquante. Elle totalise 112 sélections en équipe d'Allemagne.

## Clubs
| Club                      | De           | À            |
| ------------------------- | ------------ | ------------ |
| Köpenicher SC             | 2000-2001    | 2007-2008    |
| Dresdner SC               | 2008-2009    | 2010-2011    |
| Chieri Volley             | 2011-2012    | 2011-2012    |
| VK AGEL Prostějov         | 2012-2013    | 2012-2013    |
| Schweriner SC             | 2013-2014    | 2014-2015    |
| SC Potsdam                | 2015-2016    | 2015-2016    |
| Olympiakos Le Pirée       | 2016-2017    | 2020-2021    |
| Volley Brescia            | jan 2021     | mai 2021     |
| Olympiakos Le Pirée       | 2021-2022    | 2021-2022    |
| SCO Voluntari             | 2022-2023    | 2022-2023    |
| Dallas Athletes Unlimited | oct 2023     | nov 2023     |
| Vegas Thrill              | nov 2023     | juillet 2024 |
| Milon Néa Smýrni          | juillet 2024 | …            |

## Palmarès

### Équipe nationale
- Championnat d'Europe
  - Finaliste : 2011, 2013.
- Ligue européenne
  - Vainqueur: 2013.
  - Finaliste : 2014
- Championnat d'Europe des moins de 18 ans
  - Vainqueur : 2007.

### Clubs
- Challenge Cup
  - Vainqueur : 2010, 2018
  - Finaliste : 2017
- Coupe d'Allemagne
  - Vainqueur : 2010
- Coupe de République tchèque
  - Vainqueur : 2013
- Championnat de République tchèque
  - Vainqueur : 2013
- Coupe de Grèce
  - Vainqueur : 2017, 2018, 2019
- Championnat de Grèce
  - Vainqueur : 2017, 2018, 2019, 2020

### Distinctions individuelles
- Challenge Cup féminine 2009-2010: MVP
- Championnat d'Allemagne 2015-2016: Meilleure buteuse (511 points)
- Challenge Cup féminine 2016-2017: Meilleure buteuse, attaquante et serveuse[4]
- Coupe de Grèce 2018: MVP[5]
- Challenge Cup féminine 2017-2018: Meilleure buteuse, attaquante et serveuse[6]
- Championnat de Grèce 2017-2018: MVP[7]